# Chiesa del Santo Rosario (Reggio Calabria)

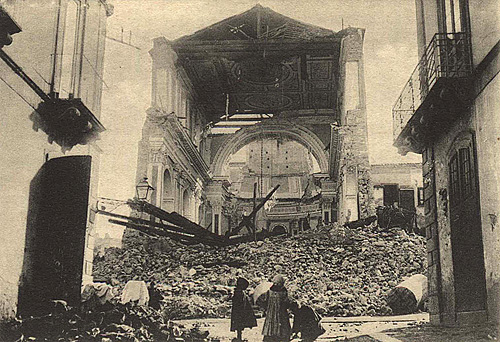
La chiesa crollata per il terremoto del 1908

La chiesa del Santo Rosario è un edificio religioso del centro storico di Reggio Calabria, situato in via Aschenez.
La fondazione della congrega del Rosario si lega alla presenza dell'ordine domenicano in città le sue origini, infatti, risalgono al 1572 quando il vescovo Gaspare Del Fosso trasferì i frati dal quartiere di Modena, affidando loro la custodia della chiesa di San Gregorio Armeno, che essi dedicarono alla Madonna del Rosario in occasione della Vittoria di Lepanto (1571). Nel 1572 papa Pio V concesse ai domenicani la facoltà di istituire la confraternita del Rosario. Il sisma del 1783 causò il crollo della chiesa e nel 1784 fu iniziata la costruzione del nuovo edificio. Con l'istituzione della Cassa sacra i frati furono costretti ad abbandonare il convento, nel quale fecero ritorno nel 1796. In seguito alla soppressione degli ordini religiosi voluta dal governo francese i domenicani lasciarono la città, per farvi ritorno solo dopo il 1820. Il nuovo Statuto della confraternita fu redatto nel 1848 e approvato nello stesso anno da Ferdinando IV. Nel 1867 in seguito alla soppressione degli ordini religiosi i domenicani lasciarono nuovamente la città e la chiesa passò in proprietà al Comune, continuando ad essere ufficiata dalla congrega. Nel 1872 il Comune comunicò al priore la necessità di demolire la chiesa per ampliare il municipio. Nel 1875 un nuovo edificio fu aperto al culto, ma venne distrutto dal sisma del 1908. La riedificazione della chiesa fu ultimata nel 1931.
La facciata a salienti è divisa in tre registri: l'inferiore accoglie un pronao sorretto da due pilastri, con portale d'ingresso ornato da una cornice a rilievo decorata da girali e rosette; ai lati quattro rilievi con [Annunciazione, la Natività, la Deposizione di Cristo e L'incoronazione della Vergine (Pasquale Panetta, 1949). Nel registro superiore è posta al centro, tra due finestre, la statua della Madonna col Bambino (Pasquale Panetta, 1951). In alto la facciata è conclusa da un timpano con iscrizione «D.O.M. MARIAE VIRGINI SS. ROSARI».
L'interno ha navata unica con copertura a cassettoni decorata da rilievi in stucco (Domenico Maienza, terzo decennio see. XX) e pitture. Navata e presbiterio sono ornate da vetrate raffiguranti i Misteri del Rosario e, in controfacciata, San Domenico e Santa Caterina da Siena (Amalia Panigati, 1967-1969), in sostituzione delle precedenti distrutte dai bombardamenti del 1943. All'Interno, a destra in prossimità dell'ingresso, si apre una cappella ornata da un mosaico (Scuola Domenico Colledani, Milano) e da un Crocifisso (sec. XX). Sulla parete destra della navata è un primo altare con una statua in cartapesta di San Giuseppe e Gesù Bambino (bottega meridionale, sec. XX), un secondo altare con una statua del Sacro Cuore di Gesù, ed un terzo altare con una scultura in cartapesta raffigurante Santa Caterina da Siena, spesso confusa con Santa Rita da Cascia (bottega meridionale, sec. XX). In prossimità del presbiterio è un pulpito marmoreo (autore ignoto, 1932) con alla base l'iscrizione «A. DEVOZIONE DI F. SCO FOTIMORABITO 1932»; è sorretto da una colonna in marmo con capitello corinzio, ha parapetto marmoreo decorato da rilievi con la Madonna del Rosario e, nei pannelli laterali, un calice eucaristico e un turibolo. Il presbiterio, rialzato, ha soffitto a cassettoni con al centro un dipinto raffigurante la Madonna del Rosario tra i Santi Domenico e Caterina, recante la firma dell'autore Giusto da Piazza Armerina e l'anno 1931.
Sulla parete destra del presbiterio è una la tela, risalente al 1836, con la Madonna in gloria tra i santi Omobono e Girolamo di Michele Panebianco (1806-1873), pittore messinese formatosi a Roma presso lo studio di Vincenzo Camuccini. Sulla parete di fondo è l'altare maggiore marmoreo sul quale è una maestosa alzata con alla sommità le statue dei Santi Caterina e Domenico (bottega meridionale, sec. XX) e al centro, dentro una nicchia, la statua lignea della Madonna del Rosario (Giuseppe Stuflesser di Ortisei, sec. XX).
Al centro della zona absidale la mensa d'altare è ornata da rilievi in bronzo (Pasquale Panetta, seconda metà sec. XX) raffiguranti Il paradiso terrestre, Adamo ed Eva, Caino e Abele, L'istituzione dell'Eucaristia e La Crocifissione. Chiudono il presbiterio due amboni in bronzo (Pasquale Panetta, seconda metà sec. XX) decorati in basso da due lastre raffiguranti in pendant la scena dell'Annunciazione.
Sulla parete sinistra della navata sono tre altari: il primo, marmoreo, con la statua di San Domenico (bottega meridionale, prima metà sec. XX); il secondo con l'immagine di Sant'Antonio da Padova in cartapesta leccese (Carmelo Bruno, prima metà sec. XX); il terzo con la statua in cartapesta di San Rocco (bottega meridionale, prima metà sec. XX).
In controfacciata, in alto, è la cantoria e sulla parete due lapidi (sec. XX) ricordano la costruzione dell'edificio novecentesco e la fondazione della congrega.